# Hetzer
Jagdpanzer 38(t) »Hetzer« je bil za časa druge svetovne vojne nemški tankovski lovec. Narejen na osnovi češkega tanka Panzer 38(t) je zaslovel kot eno najnevarnejših tovrstnih orožij svojega časa.

## Nastanek
Češka tovarna Škoda je imela za časa nemške okupacije od leta 1939 pa do konca vojne, 1945 veliko dela z vozili, ki so nastali na osnovi njihovega predvojnega tanka LT 38 oziroma Panzer 38(t), kot so ga preimenovali Nemci. Vzrok zato so bile zelo dobre vozne lastnosti, zanesljivost in odlična kvaliteta izdelave. Tako so najprej izdelovali serijo lovcev na tanke Marder III, ki so se pri nemških uporabnikih izkazala za zelo uporabna zaradi vseh zgoraj naštetih značilnosti.
Leta 1943 so zato začeli z načrti na marderjevem nasledniku na isti osnovi, obdržali bi podvozje, menjalnik in motor, na novo bi zasnovali le njihovo postavitev, pri tem pa upoštevali vse najnovejše zamisli in dognanja, ki so prišla na podlagi njihove uporabe na bojiščih. Je pa najprej bil zasnovan kot jurišni top in ne lovec na tanke, šele po posredovanju inšpektorja oklepnih enot Guderiana so spremenili Hetzerjevo namembnost. Tako je vozilo zamenjalo celo paleto imen, najprej je bil Sturmgeschutz 38(t), nato PanzerJager 38, uradno po šasiji SdKfz.138/2, nekako ob začetku proizvodnje pa končno Jagdpanzer 38(t). Ime Hetzer se ga je prijelo kasneje, šele decembra 1944 je prvič omenjen v Guderianovem poročilu, kjer pa je napačno navedel izvor, ki navkljub številnim raziskavam sploh ni znan.
Sam razvoj novega stroja je bil opravljen izredno hitro. 17. decembra 1943 so Hitlerju predstavili načrte zanj, dober mesec dni kasneje so že imeli narejeno leseno maketo v naravni velikosti, marca 1944 pa je šel v proizvodnjo. Kar pomeni, da je od začetka projekta do njegove izdelave minilo pičle štiri mesece. Na predzadnji Hitlerjev rojstni dan, 20. aprila 1944, so ga že lahko predstavili, medtem pa se pripravljali na začetek velikoserijske izdelave naročila vrednega kar 1000 vozil.

## Lastnosti
Jagdpanzer 38(t) je bil lovec z izredno nizko silhueto, visok vsega 1,84 metra, da je predstavljal nasprotniku čim težji cilj. Top Pak 39 L/48 je imel vgrajen le 1,4 m visoko od tal, zamaknjen močno v desno stran. Tako so pridobili na prostoru za štiri člane posadke: voznik, strelec, radiooperater, ki je obenem tudi skrbel za polnjenje topa, in poveljnik, ki je uravnaval početje vseh treh, poleg tega pa imel na očeh še okolico. Za pogon je skrbel motor Praga AC/2 moči dobrih 150 konjskih sil, ki jih je na prednjo pogonsko os prenašal polavtomatski menjalnik. Hetzer je lahko brez dodatnih naprav prebrodil skoraj cel meter visoko vodno oviro, vzpenjal se po naklonu 250, prevozil prek ovire visoke največ 65 cm in jarek širine 1,3 m. Največja hitrost je sicer z 40 km/h bila pod pričakovanji, glede na velikost in težo manj kot 18 ton. V rezervoarju je imel 320 litrov goriva, s katerim je prevozil po cesti 180 km , po brezpotju pa 130 km daleč.
Za svojo obrambo je imel na strehi nameščen mitraljez MG 34, ki ga je iz notranjosti upravljal strelec s posebnim podaljškom, meril je prek optike s trikratno povečavo, težavo je predstavljala le menjava streliva, za kar se je moral strelec odpraviti ven in se s tem izpostaviti nasprotniku.

## Proizvodnja
Že 18. januarja, se pravi še pred predstavitvijo prvega prototipa, so naročili kar tisoč vozil, kasneje pa naročilo še povečali na 3.000. Najprej ga je začela izdelovati tovarna BMM, od julija 1944 pa še Škoda v Plzenu. Skupaj so jih naredili 2827, kar predstavlja kar mali proizvodni fenomen, saj je treba upoštevati razmere, v katerih so delali. V zadnjem letu vojne pred končnim propadom rajha je primanjkovalo vsega, tako materiala, energije kot delavcev. Potem je še tu zračno bombardiranje, samo Škoda je doživela dva huda letalska napada, najprej oktobra 1944, ko so odvrgli nanjo 417 ton letalskih bomb, nato še v decembru z nadaljnjimi 375 tonami. Kljub vsemu so januarja 1945 naredili 434 vozil v obeh tovarnah, kar pa je bilo tudi največ kar so zmogli. Potem so šle številke samo še navzdol.
Proizvodni načrt
|       | 1944  | 1944 | 1944  | 1944  | 1944   | 1944      | 1944    | 1944     | 1944     | 1945   | 1945    | 1945  |
| marec | april | maj  | junij | julij | avgust | september | oktober | november | december | januar | februar | marec |
| BMM   | 20    | 50   | 100   | 200   | 250    | 300       | 350     | 400      | 400      | 400    | 450     | 500   |
| Škoda | 0     | 0    | 0     | 10    | 50     | 100       | 150     | 200      | 300      | 400    | 450     | 500   |

Dejanska proizvodnja
| Mesec       | Načrtovanih | Proizvedenih | Izdelani v BMM | Izdelani v Škoda |
| Leto 1944   | Leto 1944   | Leto 1944    | Leto 1944      | Leto 1944        |
| ----------- | ----------- | ------------ | -------------- | ---------------- |
| marec       | 0           | 0            | 3              | 0                |
| April       | 20          | 23           | 20             | 0                |
| Maj         | 50          | 50           | 50             | 0                |
| Junij       | 100         | 100          | 100            | 0                |
| Julij       | 175         | 100          | 100            | 10               |
| Avgust      | 175         | 171          | 150            | 20               |
| September   | 250         | 124          | 190            | 30               |
| Oktober     | 330         | 290          | 133            | 57               |
| November    | 350         | 403          | 298            | 89               |
| December    | 380         | 327          | 223            | 104              |
| Leto 1945   |             |              |                |                  |
| Januar      | 430         | 434          | 289            | 145              |
| Februar     | 350         | 398          | 273            | 125              |
| Marec       | 350         | 301          | 148            | 153              |
| April / Maj | 250         | 117          | 70             | 47               |
| Skupaj      |             |              | 2047           | 780              |

## Verzije
- Befehlspanzer 38(t) Hetzer - poveljniški tank opremljen z močnejšim radiom in dvometrsko anteno zanj nameščeno na zadnjem, levem delu vozila
- Bergepanzerwagen 38(t) Hetzer - vlečno tehnično vozilo, uporabljani za vleko in tehnično pomoč zadetim strojem, 181 izdelanih od tega 65 iz predelav v boju poškodovanih Hetzerjev
- Flammpanzer 38(t) Hetzer - vozilo-plamenometalec, 20 so jih naredili za ofenzivo v Ardenih, imeli so 700 litrski rezervoar za gorivo, doseg plamena od 60 do 70 metrov
- 15cm Schweres Infanteriegeschuetz 33/2 (Sf) auf Jagdpanzer 38(t) Hetzer - samovozno artilerijsko vozilo opremljeno s težko havbico, narejen le en prototip
- Jagdpanzer 38(t) Hetzer Starr - izboljšano osnovni model z motorjem Tatra 103 in Alkettov top na raketno strelivo, le en prototip
- Flakpanzer 38(t) Hetzer - le planirani tank s protiletalskim topom
- Hetzer mit 75mm KwK 42 L/70 - Hetzer z močnejšim topom, le nekaj testnih predelav
- Vollkettenaufklarer 38 - izvidniško kolesno vozilo, dva prototipa

- ST I in ST III - povojni češki model, leta 1949 jih imajo 249 in v uporabi zdržijo še čez leto 1955
- ST III - neoborožena šolska verzija ST I, 50 izdelanih
- PM I - povojni češki model, tank-plamenometalec, 1 prototip
- Panzerjäger G 13  - Švica je pod tem imenom uporabljala Hetzerje kupljene od Čehov še tja do srede šestdesetih let

## Hetzer v bojih
Hetzerje so namenili za uporabo predvsem v bataljonih za lov na tanke, ki so jih imenovali Heeres Panzerjager Abteilung in so delovali v sklopu večjih enot, predvsem divizijah, prvi pa so prišli v maju in juniju 1944 v 731. in 743. bataljon. Šolanje posadk so organizirali v Milovicah, kjer je bil glavni šolski center tovrstnih enot - Panzerjaegerschule. Največ so jih uporabljali na vzhodni fronti, kjer so prišli prav proti čedalje ofenzivneje naravnani Rdeči armadi.

Primer organizacije posamezne čete v Panzerjager Abteilung:
- Štab čete - 1 Befehlspanzer 38(t) Hetzer (poveljniško vozilo) / 1 Jagdpanzer 38(t) Hetzer (vozilo adjutanta)
- 1. vod - 4 Jagdpanzer 38(t) Hetzer
- 2. vod - 4 Jagdpanzer 38(t) Hetzer
- 3. vod - 4 Jagdpanzer 38(t) Hetzer

Po tri ali štiri podobne čete so sestavljale običajni bataljon lovcev na tanke.
Bojne ocene vozila so bile izjeme, posebej nevarni so se izkazali v obrambnih nalogah med umikom, ki so bili v zadnjih mesecih vojne čedalje pogostejši. Tako so se enote opremljene z Hetzerji odlikovale po številnih zasedah in bočnih udarcih po napredujočih enotah potem ko so le te prebile fronto in poizkušale čim hitreje napredovati po nebranjenem zaledju. Takšno taktiko je omogočala zelo dobra mobilnost vozila in je njena uporaba omogočila rešitev med umikanjem marsikateri drugi nemški enoti, ki bi jo drugače odrezali od preostalih svojih. Na žalost Nemcev pa so imeli teh vozil odločno premalo, da bi lahko vplivala na potek vojne, ki je bila že očitno izgubljena. Kljub temu pa so Hetzerji povzročali številne hude izgube med enotami Rdeče armade, ki so prodirale v osrčje Tretjega rajha in marsikdaj tudi, vsaj začasno ustavile njeno napredovanje in tako naklonile vsaj malo potrebnega oddiha svojim enotam.